# Dorothy Gies McGuigan
Dorothy Gies McGuigan, geboren als Dorothy Sophia Gies (geboren 12. November 1914; gestorben Oktober 1982), war eine US-amerikanische Anglistin, Historikerin und Sachbuchautorin.

## Leben
Dorothy Sophia McGuigan war die Tochter von Charles G. Gies und dessen Frau, geborene Jenny Sturman. Sie studierte in den 1930er Jahren an der University of Michigan, wo dort als Women's Assistant Editor für The Michigan Daily tätig war. Sie schloss dort 1936 ab und erlangte 1939 auch den Master of Arts an der Columbia University in English and Comparitive Literature. Sie arbeitete als Journalistin für Stars and Stripes, war beim Amerikanischen Roten Kreuz tätig und verbrachte unmittelbar nach dem Zweiten Weltkrieg viele Jahre in Wien, wo ihr Mann Bernard Joseph McGuigan ab 1945 eingesetzt war. Sie selbst arbeitete in dieser Zeit für die US-Armee im Bereich Public Relations.
Sie kehrte 1955 nach Ann Arbor in Michigan zurück und begann dort ihre Tätigkeit als Lehrkraft für geschäftlichen Schriftverkehr im BWL-Studiengang an der University of Michigan. Sie wechselte 1974 in den Anglistik-Studiengang und war an ihrer Universität zudem verantwortlich im Center for the Education of Women (CEW) sowie für Women's Studies. Zuletzt arbeitete sie an der Gründung des Committee for Gender Research.
Ein Jahr nach ihrem Tod 1982 legte das CEW in ihrem Namen ein Stipendium für Akademikerinnen auf.

## Werk (Auswahl)
- Women and Undisclosed Writing during the Restoration Period in England (1939, Masterthesis)
- Vienna today. A complete guide (1954)
- Salzburg (1959)
- The Hapsburgs. A family history (1966; deutsch Familie Habsburg. 1273–1918)[4]
- A Dangerous Experiment: 100 Years of Women at the University of Michigan (1970)
- Metternich and the Duchess (1975; deutsch: Metternich, Napoleon und die Herzogin von Sagan)
- (Herausgeberin/Lektorin) Women's Lives: New Theory, Research, and Policy Issues: Papers from the Conference Held November, 1979
- Changing family, changing workplace (1980)
- Printers, Peddlers, Politicians: Women in Literary Trades: 1500–1700 (unveröffentlichte Masterthesis)